# ماريا لويزا، دوقة لوكا
ماريا لويزا جوسيفينا أنطونيتا فيسنتا (بالإسبانية: Maria Luisa Josefina Antonieta Vicenta)‏ (6 يوليو 1782 - 13 مارس 1824) فهي إنفانتا الإسبانية بحيث أنها ابنة الملك كارلوس الرابع وماريا لويزا من بارما، تزوجت من ابن خالها لويس أمير بارما الوراثي في 1795، قضت سنواتها الأولى من الزواج في إسبانيا بحيث ولدت ابنها الأول كارلو هُناك.
في عام 1801 ومع معاهدة أرانخويث جعلت من زوجها ملك إتروريا، المملكة تم إنشاؤها بعد حل دوقية توسكانا الكبرى السابقة في مقابل التخلي عن دوقية بارما، وصلوا إلي فلورنسا عاصمة المملكة الجديدة في أغسطس 1801، وأثناء زيارتها القصيرة إلى إسبانيا في عام 1802 ولادت ماريا لويزا طفلها الثاني، في حين تُركت زوجها الشاب في إتروريا بحيث ساءت حالته الصحية وتوفي في عام 1803 عن عمر يناهز 30 عاماً إثر نوبة الصرع، وبالتالي أصبحت ماريا لويزا الوصية على ابنها الصغير، فخلال إقامتها في فلورنسا، حاولت الحصول على دعم على المواضيع الكثير، ولكن إدارتها لـ إتروريا كانت قصيرة، بحيث أجبرها نابليون بونابرت على تركها مع أولادها في ديسمبر 1807 كجزء من معاهدة فونتينبلو، نابليون أدرج إتروريا إلى أراضيه. 
وبعد مقابلة غير مجدية مع نابليون في ميلانو، بدأت ماريا لويزا في لجوء إلي المنفى مع عائلتها في إسبانيا، وبعد شهر من وصولها إلى البلاد، اندلعت اضطرابات انتفاضة شعبية والمعروفة باسم تمرد أرانخويث والتي أجبرت والدها على التنازل عن العرش لصالح أخيها فرناندو السابع،ثم دعا نابليون والدها وأخيها في بايون، فرنسا بحجة القيام بدور الوسيط، ولكنه أعطى المملكة لأخيه جوزيف، ثم دعا نابليون باقي أعضاء العائلة المالكة الاسبانية إلى فرنسا وفي رحيلهم في 2 مايو 1808، انتفضا المواطنين في مدريد ضد الاحتلال الفرنسي، وفي فرنسا تم لم شمل ماريا لويزا في المنفى مع والديها، بحيث كانت العضو الوحيد في العائلة المالكة التي كانت لها معارضة مباشرة لـ نابليون، بعد ما تبين أن لها خطة هروب سرية إلى إنجلترا، اعتقلت وتم فصلها عن ابنها، ووضعت مع ابنتها كأسرى في دير سانت دمينيغو إي سيستو بـ روما.
ماريا لويزا في الأغلب كانت تعرف باسم ملكة إتروريا خلال حياتها، استعادت حريتها في عام 1814 عند سقوط نظام نابليون، في السنوات التالية عاشت في روما، على أمل استعادة ممتلكات ابنها السابقة، ولكنها شعرت بخيبة أمل عندما قام مؤتمر فيينا (1814-1815) تعويضها بـ دوقية أصغر التي كانت دوقية لوكا اقتطعت من توسكانا، وأيضا سمحوا لها بالاحتفاظ على لقب الملكة، كانت مترددة في البداية لقبول هذا الاتفاق، ومع ذلك بقيت حتى ديسمبر 1817 لأخذ الدوقية، ونتيجة لذلك تجاهلت أوامر التي فرضها مؤتمر فيينا عليها، بينما قضاء معظم وقتها في قصرها في روما، حتى توفيت بمرض السرطان عن عمر يناهز الـ 41 عاماً.

## إنفانتا إسبانيا
وُلدت ماريا لويزا في قصر سان إلديفونسو في شقوبية، إسبانيا، وكانت الابنة الثالثة الباقية على قيد الحياة للملك كارلوس الرابع ملك إسبانيا وزوجته ماريا لويزا من بارما، حفيدة الملك لويس الخامس عشر والملكة الشهيرة ماري ليزينسكا. تم تسميتها ماريا لويزا جوزفينا أنطونيتا، تيمنًا بشقيقتها الكبرى ماريا لويزا كارلوتا، التي توفيت قبل أربعة أيام فقط من ولادتها، في 2 يوليو، وكذلك على اسم والدتها.
في عام 1795، جاء لويس دي بوربون بارما، ابن عم ماريا لويزا الأول والوريث الظاهر لدوقية بارما، إلى البلاط الإسباني لاستكمال تعليمه. كان هناك تفاهم بين العائلتين الملكيتين على أن يتزوج لويس إحدى بنات الملك تشارلز الرابع. كان من المتوقع أن يتزوج من إنفانتا ماريا أماليا، الابنة الكبرى غير المتزوجة للملك، التي كانت تبلغ من العمر خمسة عشر عامًا آنذاك، وكانت ذات طبع خجول وكئيب، لكنها لم تكن جميلة جدًا. مع ذلك، فإن لويس، الذي كان بدوره خجولًا وانطوائيًا، فضل شقيقتها الصغرى، ماريا لويزا، التي كانت تبلغ من العمر اثني عشر عامًا فقط، لكنها كانت ذات طبع مرح وكانت أجمل نسبيًا.
لم تكن أي من بنات تشارلز الرابع الأربع طويلات القامة أو جميلات بشكل لافت، لكن ماريا لويزا كانت ذكية ومرحة ومسلية. كان لها شعر داكن مجعد وعينان بنيتان وأنف مستقيم على الطراز الإغريقي. كانت ملامح وجهها معبرة، وشخصيتها حيوية، كما كانت كريمة وطيبة القلب ومتدينة، ما جعلها أكثر جاذبية من شقيقاتها. أُعجبت كلتا الإنفانتين بالأمير لويس، الذي كان شابًا طويل القامة ووسيمًا، وعندما اختار الأخت الصغرى، وافقت الملكة ماريا لويزا بسهولة على تغيير العروس.

## الزواج
تم منح لويس لقب إنفانتي إسبانيا، وتزوج من ماريا لويزا في 25 أغسطس 1795 في القصر الملكي في لا غرانخا. أقيم الزفاف في حفل مزدوج مع شقيقتها ماريا أماليا، التي كانت العروس الأصلية المقترحة، والتي تزوجت من عمها الأكبر سنًا بكثير، إنفانتي أنطونيو. على الرغم من الاختلاف في شخصيتيهما، كان زواج ماريا لويزا ولويس سعيدًا، لكنه شابته المشكلات الصحية للويس: فقد كان ضعيف البنية، يعاني من مشكلات في الصدر، وكان يتعرض لنوبات صرع منذ حادث في طفولته عندما اصطدم رأسه بطاولة من الرخام. مع مرور السنوات، تدهورت صحته وأصبح يعتمد بشكل متزايد على زوجته. بقي الزوجان الشابان في إسبانيا خلال السنوات الأولى من زواجهما، التي كانت أسعد فترات حياتهما. في أوائل عام 1796، سافرا عبر قشتالة وإكسترامادورا وصولًا إلى البرتغال.
كانت ماريا لويزا في الثالثة عشرة من عمرها فقط عند زواجها، ولم يُولد طفلها الأول إلا بعد أربع سنوات. وُلد ابنها الأول، تشارلز لويس، في مدريد في 22 ديسمبر 1799. بعد ذلك، أراد الزوجان الانتقال إلى بارما، الأراضي التي كانا سيورثانها، لكن الملك والملكة ترددا في السماح لهما بالمغادرة. بحلول ربيع عام 1800، كانا لا يزالان في إسبانيا، وأقاما في قصر أرنجويث عندما رُسمت صورتهما مع العائلة المالكة في لوحة عائلة تشارلز الرابع للرسام غويا.

## الوفاة
خلال تلك السنوات، كانت ماريا لويزا تقضي فصول الصيف في لوكا والشتاء في روما. في 25 أكتوبر 1823، توجهت إلى روما إلى قصرها في ساحة فينيسيا، وكانت تشعر بالفعل بالمرض. في 22 فبراير 1824، وقّعت وصيتها، ثم توفيت بمرض السرطان في 13 مارس 1824 في روما.
نُقل جثمانها إلى إسبانيا ودُفنت في دير الإسكوريال. أُقيم نصب تذكاري لها في لوكا. بعد وفاتها، خلفها ابنها تشارلز لويس في الحكم.